# Solitaire du Figaro
Pour les articles homonymes, voir Figaro (homonymie) et Solitaire.
La Solitaire du Figaro (ou officiellement Solitaire du Figaro Paprec depuis 2022), anciennement nommée Course de l'Aurore jusqu'en 1979, est une course à la voile en solitaire et par étapes créée en 1970 par Jean-Louis Guillemard et Jean-Michel Barrault. Le fait d'être disputée sur voilier monotype, la participation de grands navigateurs en solitaire et l'ouverture aux amateurs en font l'une des courses les plus prisées de la voile sportive en France et la mère des courses au large.[réf. souhaitée]
Cette épreuve compte pour le Championnat de France de course au large en solitaire avec un coefficient 6 en 2021 et 5 de 2022 à 2024.

## Description
Les caractéristiques de la course sont :
- le départ était donné vers la fin juillet jusqu'en 2012. Entre 2013 et 2019, la course alterne entre juin et mi-août. À partir de 2020, le départ est donné fin août.
- la course se déroule en 3 ou 4 étapes variables selon les années au large des côtes françaises sur un total d'environ 1 500 à 2 500 milles en moyenne. Le parcours est bouclé, suivant les années, en 10 à 13 jours de mer.
- le concurrent est seul sur son monotype, la participation est mixte.
- depuis 1990, tous les bateaux sont identiques (monotypes).

## Historique
De 1970 à 1979, la course est organisée par le journal L'Aurore. Le nombre de concurrents est de douze pour la première édition de 1970.
En 1980, le quotidien Le Figaro rachète L'Aurore et devient l'organisateur de l'événement. Le nombre de concurrents est limité à cinquante pour cette édition.
De 2003 à 2008, le lunetier Alain Afflelou est un sponsor associé. Le nom de la course devient alors officiellement « La Solitaire Afflelou Le Figaro ».
De 2008 à 2011, c'est le constructeur automobile Suzuki qui remplace le sponsor précédent, la course se nomme alors « La Solitaire du Figaro Suzuki ».
De 2011 à 2016, elle devient « La Solitaire du Figaro Éric Bompard Cachemire » puis « La Solitaire Bompard Le Figaro ».
En 2017, le groupe français URGO devient le partenaire titre de « La Solitaire URGO Le Figaro » pour les 3 prochaines années. Il sera remplacé par Medaviz comme partenaire santé de 2020 à 2022.
Le département de Loire-Atlantique devient partenaire majeur de l'épreuve en 2021 jusqu’en 2026. En mai 2022 Paprec devient partenaire principal pour 6 ans. En juin 2023, Paprec renforce son engagement en devenant partenaire titre de « La Solitaire du Figaro Paprec ».

### Identité visuelle

Logo de 1980 à 2007.
Logo de 2008 à 2011.
Logo de 2011 à 2016.
Logo de 2017 à 2019.
Logo de 2020 à 2022.

## Bateaux
De 1970 à 1990 la course se court sur des half-tonners, voiliers de 18 pieds de jauge RORC en 1970, puis de 21,7 pieds de jauge IOR de 1971 à 1990.
En 1990, les deux tiers de la flotte sont des monotypes Figaro Bénéteau, le reste de la flotte étant constitué de half-tonners.
En 1991, la Solitaire du Figaro franchit une étape en instaurant la monotypie. Le support de course choisi fut le Figaro Bénéteau (maintenant appelé Figaro Bénéteau I) dessiné par le groupe Finot et Jean Berret et construit par les chantiers Bénéteau.
En 2003, on changea à nouveau le bateau en courant sur des Figaro Bénéteau 2 dessiné par Marc Lombard, une version modernisée et plus puissante du Figaro Bénéteau I.
Depuis sa 50e édition en 2019, la course se dispute sur un nouveau monotype, le premier monocoque à foils de série au monde : le Figaro Bénéteau 3, fruit de la collaboration entre les experts du groupe Bénéteau, les skippers de la classe Figaro et le cabinet d’architecture Van Peteghem Lauriot-Prévost (VPLP).

## Résultats
| Année | Vainqueur             | Deuxième                | Troisième           | Premier bizuth (classement au général) |
| ----- | --------------------- | ----------------------- | ------------------- | -------------------------------------- |
| 1970  | Joan de Kat           | Michel Malinovsky       | Pierre Bonnet       |                                        |
| 1971  | Michel Malinovsky     | Pierre Bonnet           | Yves Deborde        |                                        |
| 1972  | Jean-Marie Vidal      | Michel Girard           | Michel Malinovsky   |                                        |
| 1973  | Gilles Le Baud        | Dominique Lunven        | Eugène Riguidel     |                                        |
| 1974  | Eugène Riguidel       | Bruno Lunven            | Bernard Pallard     |                                        |
| 1975  | Guy Cornou            | Gilles Gahinet          | Bruno Lunven        |                                        |
| 1976  | Guy Cornou (2)        | Bernard Pallard         | Gilles Gahinet      |                                        |
| 1977  | Gilles Gahinet        | Patrick Morvan          | Michel Malinovsky   |                                        |
| 1978  | Gilles Le Baud (2)    | Patrick Eliès           | Patrick Morvan      | Hervé Papin (8)                        |
| 1979  | Patrick Éliès         | Olivier Moussy          | Gilles Gahinet      |                                        |
| 1980  | Gilles Gahinet (2)    | Patrick Morvan          | Philippe Poupon     |                                        |
| 1981  | Sylvain Rosier,       | Jean-François Fountaine | Gilles Gahinet      |                                        |
| 1982  | Philippe Poupon       | Gilles Gahinet          | Hervé Papin         |                                        |
| 1983  | Lionel Péan           | Philippe Poupon         | Damien Savatier     |                                        |
| 1984  | Christophe Cudennec   | Damien Savatier         | Géry Trentesaux     |                                        |
| 1985  | Philippe Poupon (2)   | Jean Le Cam             | Christophe Cudennec |                                        |
| 1986  | Christophe Auguin     | Pascal Leys             | Patrick Éliès       |                                        |
| 1987  | Jean-Marie Vidal (2)  | François Lamiot         | Antoine Lebec       |                                        |
| 1988  | Laurent Bourgnon      | Alain Gautier           | Antoine Lebec       | Laurent Bourgnon (1)                   |
| 1989  | Alain Gautier         | Halvard Mabire          | Laurent Cordelle    |                                        |
| 1990  | Laurent Cordelle      | Dominique Wavre         | Halvard Mabire      |                                        |
| 1991  | Yves Parlier          | Michel Desjoyeaux       | François Lamiot     |                                        |
| 1992  | Michel Desjoyeaux     | Jean Le Cam             | Damien Savatier     |                                        |
| 1993  | Dominic Vittet        | Jean Le Cam             | Roland Jourdain     |                                        |
| 1994  | Jean Le Cam           | Hervé De Kergariou      | Roland Jourdain     |                                        |
| 1995  | Philippe Poupon (3)   | Philippe Vicario        | Jean Le Cam         | Marc Lepesqueux (8)                    |
| 1996  | Jean Le Cam (2)       | Michel Desjoyeaux       | Hervé de Kergariou  | Christophe Lebas (12)                  |
| 1997  | Franck Cammas         | Dominique Wavre         | Marc Guessard       |                                        |
| 1998  | Michel Desjoyeaux (2) | Éric Drouglazet         | Jean Le Cam         | Thomas Coville (11)                    |
| 1999  | Jean Le Cam (3)       | Éric Drouglazet         | Gildas Morvan       | Charles Caudrelier (9)                 |
| 2000  | Pascal Bidégorry      | Armel Le Cléac'h        | Gildas Morvan       | Armel Le Cléac'h (2)                   |
| 2001, | Éric Drouglazet       | Sébastien Josse         | Gildas Morvan       | Benoît Petit (14)                      |
| 2002  | Kito de Pavant        | Gilles Chiorri          | Charles Caudrelier  | Gwenaël Riou (22)                      |
| 2003  | Armel Le Cléac'h      | Alain Gautier           | Michel Desjoyeaux   | Marc Emig (5)                          |
| 2004  | Charles Caudrelier    | Yann Eliès              | Jérémie Beyou       | Jean-Luc Nélias (7)                    |
| 2005  | Jérémie Beyou,        | Michel Desjoyeaux       | Kito de Pavant      | Pietro d'Ali (8)                       |
| 2006  | Nicolas Troussel      | Thierry Chabagny        | Gérald Véniard      | Christopher Pratt (17)                 |
| 2007  | Michel Desjoyeaux (3) | Frédéric Duthil         | Corentin Douguet    | Nicolas Lunven (14),                   |
| 2008  | Nicolas Troussel (2)  | Gildas Morvan           | Frédéric Duthil     | François Gabart (17)                   |
| 2009  | Nicolas Lunven        | Yann Eliès              | Frédéric Duthil     | Fabien Delahaye (18)                   |
| 2010  | Armel Le Cléac'h (2)  | François Gabart         | Corentin Douguet    | Anthony Marchand (15)                  |
| 2011  | Jérémie Beyou (2)     | Fabien Delahaye         | Erwan Tabarly       | Morgan Lagravière (8)                  |
| 2012  | Yann Eliès            | Morgan Lagravière       | Nicolas Lunven      | Thomas Normand (15)                    |
| 2013  | Yann Eliès (2)        | Xavier Macaire          | Morgan Lagravière   | Jack Boutell (21)                      |
| 2014  | Jérémie Beyou (3)     | Corentin Horeau         | Charlie Dalin       | Gwénolé Gahinet (22)                   |
| 2015  | Yann Eliès (3)        | Charlie Dalin           | Xavier Macaire      | Robin Elsey (15)                       |
| 2016  | Yoann Richomme        | Charlie Dalin           | Nicolas Lunven      | Will Harris (17)                       |
| 2017  | Nicolas Lunven (2)    | Adrien Hardy            | Charlie Dalin       | Julien Pulvé (11)                      |
| 2018  | Sébastien Simon       | Anthony Marchand        | Charlie Dalin       | Thomas Cardrin (10)                    |
| 2019  | Yoann Richomme (2)    | Gildas Mahé             | Anthony Marchand    | Benjamin Schwartz (6)                  |
| 2020  | Armel Le Cléac'h (3)  | Frédéric Duthil         | Tom Laperche        | Kevin Bloch (12)                       |
| 2021  | Pierre Quiroga        | Xavier Macaire          | Tom Laperche        | Gaston Morvan (7)                      |
| 2022  | Tom Laperche          | Guillaume Pirouelle     | Achille Nebout      | Guillaume Pirouelle (2)                |
| 2023  | Corentin Horeau       | Basile Bourgnon         | Loïs Berrehar       | Victor Le Pape (9)                     |
| 2024  | Tom Dolan             | Loïs Berrehar           | Gaston Morvan       | Arno Biston (11)                       |

## Parcours
- 1970 : Brest (France) – Laredo (Espagne) – Pornic (France)
- 1971 : Brest (France) – Santander (Espagne) – Pornic (France)
- 1972 : Perros-Guirec (France) – Falmouth (GB) – La Corogne (Espagne) – Pornic (France)
- 1973 : Perros-Guirec (France) – Falmouth (GB) – Laredo (Espagne) – Pornic (France)
- 1974 : Perros-Guirec (France) – Kinsale (Irlande) – Laredo (Espagne) – Pornic (France)
- 1975 : La Baule (France) – Perros-Guirec (France) – Kinsale (Irlande) – Le Croisic (France)
- 1976 : La Baule (France) – Perros-Guirec (France) – Kinsale (Irlande) – Le Croisic (France)
- 1977 : Perros-Guirec (France) – Crosshaven (Irlande) – Quiberon (France) – Laredo (Espagne) – Port du Crouesty/Arzon (France)
- 1978 : Perros-Guirec (France) – Kinsale (Irlande) – Pornichet-La Baule (France) – Laredo (Espagne) – Quiberon (France)
- 1979 : Les Sables d’Olonne (France) – Laredo (Espagne) – Quiberon (France) – Kinsale (Irlande) – Concarneau (France)
- 1980 : Perros-Guirec (France) – Kinsale (Irlande) – Les Sables d'Olonne (France) – Pornic (France)
- 1981 : Perros-Guirec (France) – Crosshaven (Irlande) – Brest (France) – La Corogne (Espagne) – Concarneau (France)
- 1982 : Arcachon (France) – La Corogne (Espagne) – Falmouth (GB) – Lorient (France) – Quiberon (France)
- 1983 : Perros-Guirec (France) – Kinsale (Irlande) – Crozon-Morgat (France) – La Corogne (Espagne) – Pornichet-La Baule (France)
- 1984 : Granville (France) – Kinsale (Irlande) – La Rochelle (France) -La Corogne (Espagne) – Concarneau (France)
- 1985 : Granville (France) – Kinsale (Irlande) – Presqu'île de Crozon (France) – Bayona de Vigo (Espagne) – La Rochelle (France)
- 1986 : Perros-Guirec (France) – Kinsale (Irlande) – La Corogne (Espagne) – Pornic (France)
- 1987 : Arcachon (France) – La Corogne (Espagne) – Bénodet-Sainte-Marine (France) – Pornichet-La Baule (France)
- 1988 : Port Bourgenay (France) – La Corogne (Espagne) – Brest (France) – Kinsale (Irlande) – Quiberon (France)
- 1989 : Perros-Guirec (France) – Dun Laoghaire (Irlande) – Lorient (France) – La Corogne (Espagne) – La Trinité sur Mer (France)
- 1990 : Port-Bourgenay (France) – Vigo (Espagne) – Bénodet (France) – Kinsale (Irlande) – La Rochelle (France)
- 1991 : Cherbourg-Octeville (France) – Kinsale (Irlande) – Concarneau (France) – Gijon (Espagne) – Lorient (France)
- 1992 : Arcachon (France) – Kinsale (Irlande) – Pornichet (France) – Gijon (Espagne) – Port la Forêt (France)
- 1993 : Saint Malo (France) – La Corogne (Espagne) – Douarnenez (France) – Kinsale (Irlande) – Saint Quay Portrieux (France)
- 1994 : Brest (France) – Kinsale (Irlande) – Gijon (Espagne) – Perros-Guirec (France) – Port-Bourgenay (France)
- 1995 : Arcachon (France) – Kinsale (Irlande) – La Rochelle (France) – Gijon (Espagne) – Brest (France)
- 1996 : Perros Guirec (France) – Howth/Dublin (Irlande) – Saint Nazaire (France) – Gijon (Espagne) – Port du Crouesty (France)
- 1997 : Arcachon (France) – Gijon (Espagne) – Brest (France) – Kinsale (Irlande) – Saint-Quay-Portrieux (France)
- 1998 : Cherbourg-Octeville (France) – Dublin (Irlande) – Ile de Groix (France) – Gijon (Espagne) – Concarneau (France)
- 1999 : Brest (France) – Bayonna (Espagne) – Douarnenez (France)
- 2000 : Arcachon (France) – Gexto-Bilbao (Espagne) – Saint-Nazaire (France) – Falmouth (GB) – Cherbourg-Octeville (France)
- 2001 : La Rochelle (France) – Gijon (Espagne) – Saint Quay Portrieux (France) – Dingle (Irlande) – Txingudi (Espagne)
- 2002 : Boulogne sur Mer (France) – Gijon (Espagne) – Les Sables-d'Olonne (France) – Crosshaven (Irlande) – Cherbourg-Octeville (France)
- 2003 : Les Sables d'Olonne (France) – Getxo-Bilbao (Espagne) – La Rochelle (France) – Dingle (Irlande) – Saint-Nazaire (France)
- 2004 : Caen (France) – Portsmouth (GB) – Saint-Gilles-Croix-de-Vie (France) – Gijon (Espagne) – Quiberon (France)
- 2005 : Perros-Guirec (France) – Getxo-Bilbao (Espagne) – La Rochelle (France) – Crosshaven (Irlande) – Port-Bourgenay (France)
- 2006 : Cherbourg-Octeville (France) – Santander (Espagne) – Saint-Gilles-Croix-de-Vie (France) – Dingle (Irlande) – Concarneau (France)
- 2007 : Caen (France) – Crosshaven (Irlande) – Brest (France) – La Corogne (Espagne) – Les Sables-d'Olonne (France)
- 2008 : La Rochelle (France) – Vigo (Espagne) – Cherbourg-Octeville (France) – Aber Wrac’h (France)
- 2009 : Lorient (France) – La Corogne (Espagne) – Saint Gilles Croix De Vie (France) – Dingle (Irlande) – Dieppe (France)
- 2010 : Le Havre (France) – Gijon (Espagne) – Brest (France) – Kinsale (Irlande) – Cherbourg-Octeville (France)
- 2011 : Perros-Guirec (France) – Caen (France) – Dun Laoghaire (Irlande) – Les Sables-d'Olonne (France) – Dieppe (France)
- 2012 : Paimpol (France) – Gijon (Espagne) – Saint-Gilles-Croix-de-Vie (France) – Cherbourg-Octeville (France)
- 2013 : Bordeaux (France) – Porto (Portugal) – Gijón (Espagne) – Roscoff (France) – Dieppe (France)
- 2014 : Deauville (France) – Plymouth (GB) – Roscoff (France) – Vendée (France) – Cherbourg-Octeville (France)
- 2015 : Bordeaux (France) – Sanxexo (Espagne) – Cornouaille (France) – Torbay (GB) – Dieppe (France)
- 2016 : Deauville (France) – Cowes-Ile de Wight (GB) – Paimpol (France) – La Rochelle (France) – La Rochelle (France)
- 2017 : Bordeaux (France) – Pauillac (France) – Gijón (Espagne) – Concarneau (France) – Dieppe (France)
- 2018 : Le Havre (France) – Saint-Brieuc (France) – Noia (Espagne) – Saint-Gilles-Croix-de-Vie (France)
- 2019 : Nantes (France) – Kinsale (Irlande) – Baie de Morlaix/Roscoff (France) – Baie de Morlaix/Roscoff (France) – Dieppe (France)
- 2020 : Saint-Quay-Portrieux (France) – Saint-Quay-Portrieux (France) – Dunkerque (France) – Saint-Nazaire (France) – Saint-Nazaire (France)
- 2021 : Saint-Nazaire (France) – Lorient (France) – Fécamp (France) – Baie de Morlaix/Roscoff (France) – Saint-Nazaire (France)[35]
- 2022 : Nantes (France) – Port-la-Forêt (France) – Royan (France) – Loire-Atlantique/Saint-Nazaire (France)[36]
- 2023 : Caen (France) – Kinsale (Irlande) – Baie de Morlaix/Roscoff (France) – Piriac-sur-Mer (France)
- 2024 : Rouen (France) – Gijon (Espagne) – Royan (France) – La Turballe (France)
- 2025 : Rouen (France) – Baie de Morlaix/Roscoff (France) – Vigo (Espagne) – Saint-Vaast-La-Hougue (France)

## Records
| Victoires | Navigateur        | Années           |
| --------- | ----------------- | ---------------- |
| 3         | Philippe Poupon   | 1982, 1985, 1995 |
| 3         | Jean Le Cam       | 1994, 1996, 1999 |
| 3         | Michel Desjoyeaux | 1992, 1998, 2007 |
| 3         | Jérémie Beyou     | 2005, 2011, 2014 |
| 3         | Yann Eliès        | 2012, 2013, 2015 |
| 3         | Armel Le Cléac'h  | 2003, 2010, 2020 |

| Navigateur        | De   | À    | Podiums | Médaille d'or | Médaille d'argent | Médaille de bronze |
| ----------------- | ---- | ---- | ------- | ------------- | ----------------- | ------------------ |
| Jean Le Cam       | 1985 | 1999 | 8       | 3             | 3                 | 2                  |
| Michel Desjoyeaux | 1991 | 2007 | 7       | 3             | 3                 | 1                  |
| Gilles Gahinet    | 1975 | 1982 | 7       | 2             | 2                 | 3                  |
| Yann Eliès        | 2004 | 2015 | 5       | 3             | 2                 | 0                  |
| Philippe Poupon   | 1980 | 1995 | 5       | 3             | 1                 | 1                  |
| Charlie Dalin     | 2014 | 2018 | 5       | 0             | 2                 | 3                  |
| Armel Le Cléac'h  | 2000 | 2020 | 4       | 3             | 1                 | 0                  |
| Jérémie Beyou     | 2004 | 2014 | 4       | 3             | 0                 | 1                  |
| Nicolas Lunven    | 2009 | 2017 | 4       | 2             | 0                 | 2                  |
| Michel Malinovsky | 1970 | 1977 | 4       | 1             | 1                 | 2                  |
| Frédéric Duthil   | 2007 | 2020 | 4       | 0             | 2                 | 2                  |
| Gildas Morvan     | 1999 | 2008 | 4       | 0             | 1                 | 3                  |

### Nombre de podiums consécutifs
- Jean Le Cam : 5 (1992-1996)
- Charlie Dalin : 5 (2014-2018)
- Gilles Gahinet : 4 (1979-1982)

### Nombre de participations
Décompte effectué lors de l'édition 2022 sur le site officiel (au moins 10 participations)
| Navigateur        | Participations | Première | Dernière |
| ----------------- | -------------- | -------- | -------- |
| Jean-Paul Mouren  | 25             |          | 2011     |
| Gildas Morvan     | 22             |          | 2019     |
| Yann Eliès        | 21             |          | 2020     |
| Jérémie Beyou     | 18             |          | 2019     |
| Alain Gautier     | 18             | 1980     | 2019     |
| Alexis Loison     | 17             | 2006     | 2023     |
| Thierry Chabagny  | 17             | 2001     | 2018     |
| Erwan Tabarly     | 16             | 2000     | 2018     |
| Michel Desjoyeaux | 13             | 1990     | 2019     |
| Adrien Hardy      | 13             |          | 2020     |
| Frédéric Duthil   | 13             |          | 2022     |
| Armel Le Cléac'h  | 12             | 2000     | 2020     |
| Corentin Douguet  | 11             |          | 2020     |
| Gildas Mahé       | 11             | 2006     | 2021     |
| Xavier Macaire    | 11             | 2011     | 2021     |
| Vincent Biarnès   | 10             | 2007     | 2018     |
| Anthony Marchand  | 10             | 2010     | 2020     |
| Eric Peron        | 10             | 2006     | 2021     |

## Détail des courses

### Podium de l'édition 1973[5]
1.  Gilles Le Baud
2.  Dominique Lunven
3.  Eugène Riguidel

Gilles Le Baud remporte les trois étapes de la course.

### Podium de l'édition 1976
1.  Guy Cornou
2. Bernard Pallard
3.  Gilles Gahinet

Guy Cornou remporte la troisième et avant-dernière étape dont l'arrivée est à Kinsale, en Irlande.

### Podium de l'édition 1983
1.  Lionel Péan sur Hitachi
2.  Philippe Poupon

### Podium de l'édition 1985
1.  Philippe Poupon sur Fleury Michon

### Podium de l'édition 1989[39]
1.  Alain Gautier
2.  Halvard Mabire
3.  Laurent Cordelle

### Podium de l'édition 1992
1.  Michel Desjoyeaux

### Podium de l'édition 1993[40]
1.  Dominic Vittet
2.  Jean Le Cam
3.  Roland Jourdain

### Podium de l'édition 1994[41]
1.  Jean Le Cam
2.  Hervé De Kergariou
3.  Roland Jourdain

### Podium de l'édition 1995
Dernière étape : Gijón - Brest : vainqueur Philippe Vicario sur Santé Rhône Alpes
Classement général :
1.  Philippe Poupon sur Fleury Michon
2.  Philippe Vicario sur Santé Rhône Alpes

### Podium de l'édition 1998
1.  Michel Desjoyeaux

### Parcours et palmarès de l'édition 2002
1re étape : Boulogne-sur-Mer - Gijón
2e étape : Gijón - Les Sables-d'Olonne
3e étape : Les Sables-d'Olonne - Crosshaven
4e étape : Crosshaven - Cherbourg-Octeville - 1691 milles
Classement général
1. Kito de Pavant  France
2. Gilles Chiorri  France sur 32 01 de Météo Consult
3. Charles Caudrelier  France sur Bostik Findley
4. Erwan Tabarly  France

### Parcours et palmarès de l'édition 2003
1re étape : Les Sables-d'Olonne - Getxo/Bilbao (Euskadi)
2e étape : Getxo/Bilbao - La Rochelle
3e étape : La Rochelle - Dingle (Irlande)
4e étape : Dingle - Saint-Nazaire - 1979 milles
Classement général
1. Armel Le Cléac'h  France sur Créaline en 327 h 08 min 19 s
2. Alain Gautier  France sur Foncia à 13 secondes
3. Michel Desjoyeaux  France sur Géant à 1 h 26 min 17 s
4. Erwan Tabarly  France

42 skippers au départ, 42 classés.

### Parcours et palmarès de l'édition 2004
1re étape : Caen - Portsmouth
2e étape : Portsmouth - Saint-Gilles-Croix-de-Vie
3e étape : Saint-Gilles-Croix-de-Vie - Gijón (Espagne)
4e étape : Gijon - Quiberon - 1 373 milles
51 concurrents sont engagés dans la course.
Classement général
1. Charles Caudrelier  France sur Bostik Findley en 220 h 53 min 54 s
2. Yann Éliès  France sur Groupe Generali Assurances à 52 min 35 s
3. Jérémie Beyou  France sur Delta Dore à 1 h 24 min 35 s
4. Erwan Tabarly  France

52 skippers au départ, 52 classés.

### Parcours et palmarès de l'édition 2005
1re étape : Perros-Guirec - Getxo-Bilbao (Espagne) - 390 milles
2e étape : Getxo-Bilbao - La Rochelle - 368 milles
3e étape : La Rochelle - Cork (Irlande) - 456 milles
4e étape : Cork - Talmont-Saint-Hilaire - 496 milles
Classement général
1. Jérémie Beyou  France sur Delta Dore en 248 h 49 min 20 s
2. Michel Desjoyeaux  France sur Géant à 1 h 20 min 54 s
3. Kito de Pavant  France sur Groupe Bel à 1 h 58 min 41 s
4. Gildas Morvan  France sur Cercle Vert à 2 h 17 min 9 s
5. Yann Eliès  France sur Groupe Generali Assurances à 2 h 24 min 22 s
6. Laurent Pellecuer  France sur Cliptol Sport à 2 h 29 min 45 s
7. Frédéric Duthil  France sur Brossard à 2 h 35 min 53 s
8. Pietro d'Ali  Italie sur Nanni Diesel à 3 h 5 min 12 s, premier bizuth
9. Erwan Tabarly  France sur Thales à 3 h 13 min 3 s
10. Charles Caudrelier  France sur Bostik à 3 h 18 min 57 s

46 skippers au départ, 42 classés.

### Parcours et palmarès de l'édition 2006
Départ le 6 août 2006, avec 44 inscrits.

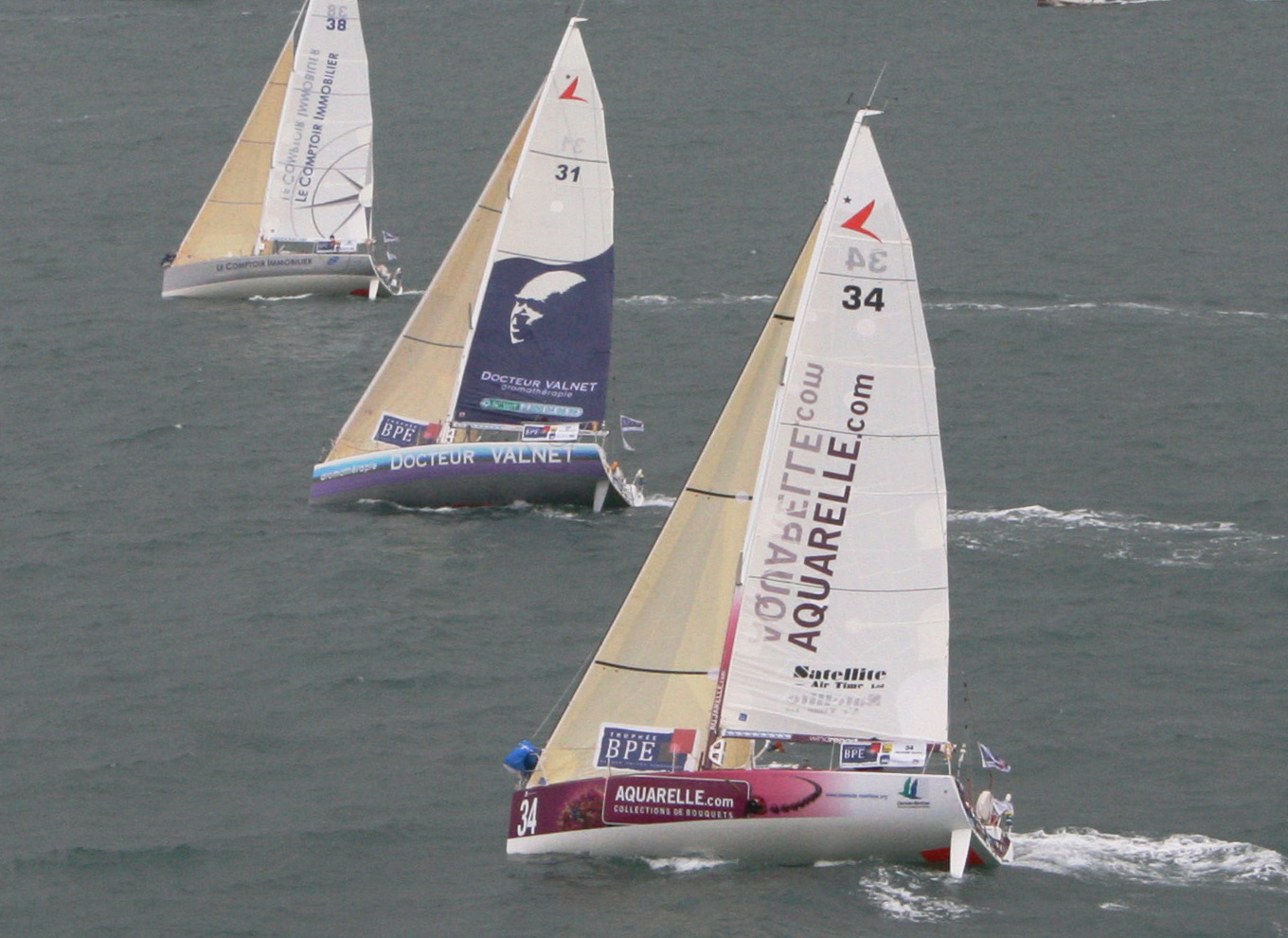
Le Figaro 2, monotype de la Solitaire du Figaro (2006)

1re étape, Cherbourg-Octeville - Santander (Espagne) - 590 milles : Gérald Véniard arrive premier mais déclassé (surpoids du bateau de 4 kg)
2e étape, Santander - Saint-Gilles-Croix-de-Vie - 314 milles : vainqueur Nicolas Troussel
3e étape, Saint-Gilles-Croix-de-Vie - Dingle (Irlande) - 549 milles : vainqueur Gérald Véniard
4e étape, Dingle - Concarneau - 449 milles : vainqueur Gérald Véniard
Classement général
1. Nicolas Troussel  France sur Financo en 12 j 9 h 01 min 56 s
2. Thierry Chabagny  France sur Littoral à 1 h 56 min 55 s
3. Gérald Véniard  France sur Scutum à 3 h 55 min 28 s
4. Armel Le Cléac'h  France sur Brit Air à 5 h 20 min 20 s
5. Yann Éliès  France sur Groupe Generali assurances à 6 h 33 min 07 s
6. Charles Caudrelier  France sur Bostik à 6 h 57 min 50 s
7. Erwan Tabarly  France sur Iceberg Finance à 6 h 58 min 36 s
8. Oliver Krauss  France sur AXA Plaisance à 7 h 21 min 53 s
9. Eric Drouglazet  France sur Pixmania.com à 7 h 49 min 08 s
10. Kito de Pavant  France sur Groupe Bel à 7 h 58 min 03 s

### Parcours et palmarès de l'édition 2007
Départ le 29 juillet 2007, avec 50 inscrits.
1re étape : Caen - Crosshaven (Irlande) - 425 milles
2e étape : Crosshaven- Brest - 344 milles
3e étape : Brest - La Corogne (Espagne) - (raccourcie à 542 milles)
4e étape : La Corogne - Les Sables-d'Olonne - 355 milles
Finalement, en dix participations, Michel Desjoyeaux est le troisième navigateur français à remporter sa troisième édition de la Figaro, celle-ci ayant été marquée par les forts vents (jusqu'à 50 nœuds) sur les deux dernières étapes qui traversaient le golfe de Gascogne.
Classement général
1. Michel Desjoyeaux  France sur Foncia en 247 h 20 min 47 s.
2. Frédéric Duthil  France sur Distinxion à 26 min 38 s.
3. Corentin Douguet  France sur Leclerc/Bouygues Telecom à 1 h 03 min 50 s.
4. Nicolas Troussel  France sur Financo à 1 h 41 min 26 s.
5. Gildas Mahé  France sur Le Comptoir Immobilier à 2 h 14 min 23 s.
6. Eric Drouglazet  France sur Luisina à 2 h 39 min 05 s.
7. Gérald Veniard  France sur Scutum à 3 h 16 min 53 s.
8. Gildas Morvan  France sur Cercle Vert à 3 h 19 min 48 s.
9. Thomas Rouxel  France sur Défi Mousquetaires à 3 h 29 min 34 s.
10. Marc Lepesqueux  France sur Rapid’Flore Caen-La-Mer à 4 h 01 min 11 s.

Nicolas Lunven sur Bostik termine premier bizuth à la 14e place.

### Parcours et palmarès de l'édition 2008
Départ le 25 juillet 2008, avec 50 inscrits.
1re étape : La Rochelle - Vigo (Espagne) - Réduite à 320 milles
2e étape : Vigo - Cherbourg-Octeville - 575 milles
3e étape : Cherbourg-Octeville - l'Aber-Wrac'h - (raccourcie à 471 milles)
Classement général
1. Nicolas Troussel  France sur Financo en 226 h 32 min 51 s.
2. Gildas Morvan  France sur Cercle Vert à 2 h 22 min 15 s.
3. Frédéric Duthil  France sur Distinxion à 3 h 34 min 38 s.
4. Erwan Tabarly  France sur Athema à 3 h 53 min 57 s.
5. Jeanne Grégoire  France sur Banque Populaire à 4 h 54 min 50 s.
6. Christopher Pratt  France sur DCNS 97 4 h 55 min 37 s.
7. Nicolas Berenger  France sur KONE Ascenseurs à 5 h 03 min 54 s.
8. Gildas Mahé  France sur Le Comptoir Immobilier à 5 h 52 min 27 s.
9. Laurent Pellecuer  France sur Docteur Valnet aromathérapie à 5 h 52 min 46 s.
10. Thierry Chabagny  France sur SUZUKI Automobiles à 6 h 23 min 08 s.

François Gabart sur Espoir Région Bretagne termine premier bizuth à la 16e place.
Nicolas Troussel remporte une course marquée par une première étape sans vent dans laquelle il a tué la course (d'où l'expression « faire une Troussel ») en arrivant avec près de 6 heures d'avance. C'est sa deuxième victoire dans cette course.

### Parcours et palmarès de l'édition 2009
Départ le 30 juillet 2009 de la 40e édition, avec 52 inscrits.
1re étape : Lorient - La Corogne (Espagne) - 345 milles - 1.Yann Éliès sur Generali
2e étape : La Corogne - Saint-Gilles-Croix-de-Vie 365 milles - 1. Jérémie Beyou sur Bernard Paoli
3e étape : Saint-Gilles-Croix-de-Vie- Dingle - 485 milles - 1. Jérémie Beyou sur Bernard Paoli
4e étape : Dingle- Dieppe - 511 milles - 1. Antoine Koch sur Sopra Group
Classement général
1. Nicolas Lunven  France sur CGPI en 285 h 56 min 55 s
2. Yann Éliès  France sur Generali à 20 min 29 s.
3. Frédéric Duthil  France sur Bbox Bouygues Telecom à 26 min 14 s.
4. Thierry Chabagny  France sur Suzuki Automobiles
5. Michel Desjoyeaux  France sur Foncia
6. Nicolas Troussel  France sur Crédit Mutuel de Bretagne
7. Gildas Morvan  France sur Cercle Vert
8. Nicolas Berenger  France sur Kone Elevators
9. Erwan Tabarly  France sur Athema
10. Charles Caudrelier  France sur Bostik

### Parcours et palmarès de l'édition 2010
Départ le 27 juillet 2010 de la 41e édition, avec 45 inscrits.
1re étape : Le Havre - Gijón (Espagne) - 515 milles - 1. Armel Le Cléac'h sur Britair
2e étape : Gijón - Brest - 418 milles - 1. Armel Le Cléac'h sur Britair
3e étape : Brest - Kinsale - 349 milles - 1. Adrien Hardy sur Agir Recouvrement
4e étape : Kinsale - Cherbourg - 435 milles - 1. Armel Le Cléac'h sur Britair
Classement général
1. Armel Le Cléac'h  France sur Britair en 252 h 55 min 03 s
2. François Gabart  France sur Skipper MACIF 2010 à 1 h 28 min 08 s
3. Corentin Douguet  France sur E.Leclerc Mobile à  2 h 36 min 40 s.
4. Éric Péron  France sur Skipper Macif 2009 à 2 h 52 min 43 s.
5. Gildas Morvan  France sur Cercle Vert à 3 h 05 min 48 s.
6. Thomas Rouxel  France sur Crédit Mutuel de Bretagne à 3 h 34 min 12 s.
7. Jérémie Beyou  France sur BPI à 4 h 13 min 12 s.
8. Erwan Tabarly  France sur Nacarat à 4 h 20 min 01 s.
9. Kito de Pavant  France sur Groupe Bel à 4 h 26 min 59 s.
10. Fabien Delahaye  France sur Port de Caen Ouistreham à 4 h 41 min 25 s.

### Parcours et palmarès de l'édition 2011
Départ le 31 juillet 2011 de la 42e édition, avec 47 inscrits.

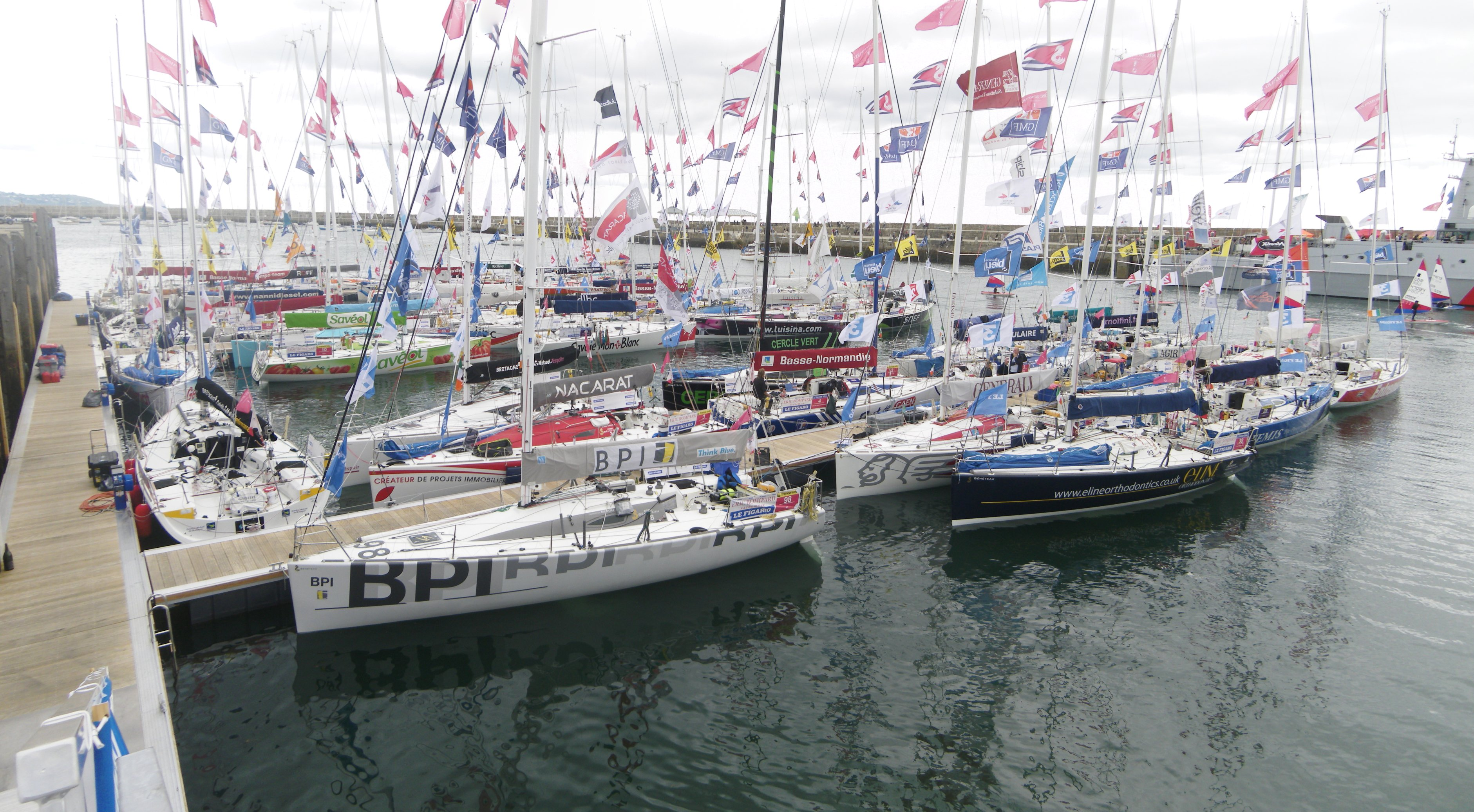
Flotte de l'édition 2011 à Dún Laoghaire

1re étape : Perros-Guirec - Caen - 320 milles - 1.Fabien Delahaye sur Port de Caen-Ouistreham
2e étape : Caen - Dún Laoghaire - 470 milles - 1.Jérémie Beyou sur BPI
3e étape : Dún Laoghaire - Les Sables-d'Olonne - 475 milles - 1.Jérémie Beyou sur BPI
4e étape : Les Sables-d'Olonne - Dieppe - 430 milles - 1.Jérémie Beyou sur BPI
Classement général
1. Jérémie Beyou  France sur BPI en 257 h 08 min 41 s
2. Fabien Delahaye  France sur Port de Caen Ouistreham à 34 min 43 s
3. Erwan Tabarly  France sur Nacarat à 1 h 07 min 59 s.
4. Nicolas Lunven  France sur Generali à 1 h 11 min 21 s.
5. Thomas Rouxel  France sur Bretagne Crédit Mutuel Performance à 1 h 22 min 06 s.
6. Paul Meilhat  France sur Macif 2011 à 1 h 35 min 47 s.
7. Thierry Chabagny  France sur Gedimat à 1 h 46 min 49 s.
8. Morgan Lagravière  France sur Vendée à 1 h 48 min39 s.
9. Laurent Pellecuer  France sur Atelier d'architecture JP Monier à 1 h 48 min 56 s.
10. Anthony Marchand  France sur Bretagne Crédit Mutuel Espoir à 1 h 56 min 13 s.

### Parcours et palmarès de l'édition 2012

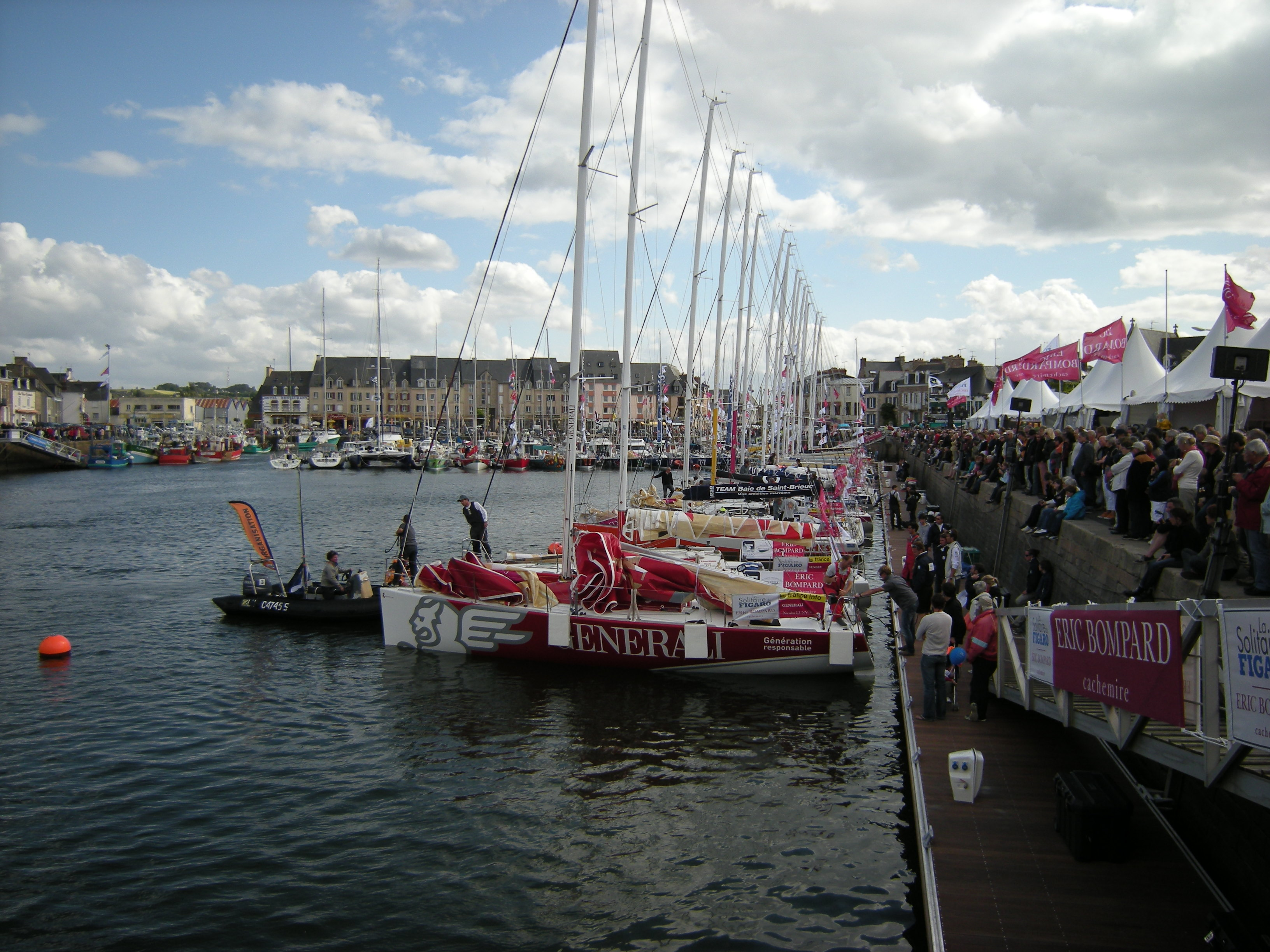
Flotte de l'édition 2012 dans le port de Paimpol

Le prologue de cette 43e édition s'est déroulé le samedi 16 juin dans l'anse de Paimpol, entre la pointe de Bilfot à Plouézec et l'île de Bréhat. Venant de Lézardrieux, leur port de rendez-vous, les 37 concurrents ont descendu le Trieux et rejoint l'anse de Paimpol pour y effectuer un prologue remporté par Frédéric Duthil sur Sepalumic.
1re étape : Paimpol – Gijón. Départ donné le 24 juin à 13h aux 37 inscrits.
Arrivée : 27 juin.
Distance : 504 milles.
Vainqueur : Yann Eliès sur Groupe Quéguiner-Journal des entreprises.
2e étape : Gijón - Saint-Gilles-Croix-de-Vie.
Départ : 1er juillet à 12h.
Arrivée : 4 juillet.
Distance : 442 milles.
Vainqueur : Gildas Morvan sur Cercle vert.
3e étape : Saint-Gilles-Croix-de-Vie – Cherbourg-Octeville.
Départ : 8 juillet à 13h.
Arrivée : 11 juillet.
Distance : 486 milles.
Vainqueur : Yann Eliès sur Groupe Quéguiner-Journal des entreprises.
La distance totale est de 1,432 milles.
Classement général 
1. Yann Eliès  France sur Groupe Quéguiner-Journal des entreprises
2. Morgan Lagravière  France sur Vendée
3. Nicolas Lunven  France sur Generali
4. Fabien Delahaye  France sur Skipper Macif 2012
5. Thierry Chabagny  France sur Gedimat
6. Gildas Morvan  France sur Cercle Vert
7. Erwan Tabarly  France sur Nacarat
8. Alexis Loison  France sur Groupe Fiva
9. Paul Meilhat  France sur Skipper Macif 2011
10. Xavier Macaire  France sur Skipper Herault

### Parcours et palmarès de l'édition 2013
Le départ de cette solitaire a été lancé le 2 juin 2013 au départ de Bordeaux. L'arrivée de cette 44e édition s'est faite à Dieppe.
1re étape Bordeaux-Porto: 1.Yann Elies sur Groupe Quéguiner-Leucémie Espoir en 3 j 3 h 3 min 26 s
2e étape Porto-Gijón: 1.Armel Le Cléac'h sur Banque Populaire en 2 j 3 h 11 min 43 s
3e étape Gijon-Roscoff: 1.Morgan Lagravière sur Vendée en 2 j 12 h 3 min 55 s
4e étape Roscoff-Dieppe: 1.Adrien Hardy sur Agir Recouvrement en 2 j 9 h 2 min 20 s
Classement général
1. Yann Eliès  France sur Groupe Quéguiner-Leucémie Espoir en 10 j 5 h 28 min 23 s
2. Xavier Macaire  France sur Skipper Hérault à 26 min 30 s
3. Morgan Lagravière  France sur Vendée à 33 min 06 s
4. Yoann Richomme  France sur DLBC à 52 min 59 s
5. Jérémie Beyou  France sur Maître coq à 1 h 20 min 0 s
6. Frédéric Duthil  France sur Sepalumic à 1 h 24 min 23 s
7. Michel Desjoyeaux  France sur TBS à 2 h 1 min 8 s
8. Armel Le Cléac'h  France sur Banque Populaire à 2 h 03 min 40 s
9. Alexis Loison  France sur Groupe Fiva à 2 h 06 min 29 s
10. Nicolas Lunven  France sur Generali à 2 h 23 min 59 s

### Parcours et palmarès de l'édition 2014
L'édition 2014 part de Deauville le 8 juin 2014. L'arrivée de cette 45e édition a lieu à Cherbourg. Elle voit, durant la première étape, le démâtage du leader et tenant du titre Yann Eliès. Ce dernier remporte toutefois la deuxième étape avec près d'une heure sur le deuxième. Jérémie Beyou rejoint le cercle très fermé des triples vainqueurs de la Solitaire du Figaro.
1re étape Deauville-Plymouth : Alexis Loison sur Groupe FIVA en 3 jours, 2 heures, 53 minutes et 50 secondes
2e étape Plymouth-Roscoff : Yann Eliès sur Groupe Quéguiner-Leucémie Espoir en 3 jours, 3 heures, 0 minutes et 1 seconde
3e étape Roscoff-Les Sables-d'Olonne : Gildas Mahé sur Interface Concept en 3 jours, 18 heures, 7 minutes et 46 secondes
4e étape Les Sables d'Olonne-Cherbourg : Jérémie Beyou sur Maître CoQ en 2 jours, 18 heures, 20 minutes et 50 secondes
Classement général
1. Jérémie Beyou  France sur Maître CoQ en 12 j 19 h 39 min 22 s
2. Corentin Horeau  France sur Bretagne Crédit mutuel performance à 17 min 56 s
3. Charlie Dalin  France sur Normandy Elite Team à 25 min 47 s
4. Gildas Mahé  France sur Interface Concept à 47 min 24 s
5. Paul Meilhat  France sur SMA à 1 h 24 min 01 s
6. Erwan Tabarly  France sur Armor Lux-Le comptoir de la mer à 1 h 32 min 26 s
7. Adrien Hardy  France sur Agir recouvrement à 1 h 36 min 23 s
8. Corentin Douguet  France sur Un maillot pour la vie à 2 h 03 min 40 s
9. Alexis Loison  France sur Groupe Fiva à 2 h 07 min 12 s
10. Thierry Chabagny  France sur Gedimat à 2 h 26 min 54 s

### Parcours et palmarès de l'édition 2015
L'édition 2015 part de Bordeaux le 31 mai 2015. L'arrivée de cette 46e édition a lieu à Dieppe. 39 skippers de 4 nationalités y prennent part, dont 3 femmes et 12 bizuths.
1re étape Bordeaux (Pauillac)-Sanxenxo : Thierry Chabagny sur Gedimat en 3 jours, 9 heures, 11 minutes et 36 secondes
2e étape Sanxenxo-La Cornouaille : Sébastien Simon sur Bretagne - Crédit Mutuel Espoir en 2 jours, 8 heures, 45 minutes et 21 secondes
3e étape La Cornouaille-Torbay : Yann Eliès sur Groupe Quéguiner - Leucémie Espoir en 2 jours, 16 heures, 30 minutes et 9 secondes
4e étape Torbay-Dieppe : Adrien Hardy sur Agir Recouvrement en 3 jours, 9 heures, 15 minutes et 10 secondes
Classement général
1. Yann Eliès  France sur Groupe Quéguiner - Leucémie Espoir en 11 jours, 21 heures, 17 minutes et 14 secondes
2. Charlie Dalin  France sur Skipper MACIF 2015 à 25 minutes et 46 secondes
3. Xavier Macaire  France sur Skipper Hérault à 44 minutes et 29 secondes
4. Jérémie Beyou  France sur Maître CoQ à 1 heure, 55 minutes et 8 secondes
5. Gwenolé Gahinet  France sur Safran - Guy Cotten à 2 heures, 9 minutes et 55 secondes
6. Alexis Loison  France sur Groupe FIVA à 2 heures, 47 minutes et 43 secondes
7. Thierry Chabagny  France sur Gedimat à 2 heures 54 minutes et 25 secondes
8. Yoann Richomme  France sur Skipper MACIF 2014 à 2 heures, 58 minutes et 22 secondes
9. Alan Roberts  Royaume-Uni sur Magma Structures à 6 heures, 56 minutes et 50 secondes
10. Jackson Bouttell  Royaume-Uni  sur GAC Concise à 7 heures, 4 minutes et 36 secondes

### Parcours et palmarès de l'édition 2016
L'édition 2016 part de Deauville le 19 juin 2016. L'arrivée de cette 47e édition a lieu à La Rochelle. 39 skippers y prennent part.
1re étape Deauville-Île de Wight (Cowes) : Erwan Tabarly sur Armor-Lux en 3 jours, 9 heures, 25 minutes et 46 secondes
2e étape Île de Wight (Cowes)-Lézardrieux (Paimpol) : Yoann Richomme sur Skipper MACIF 2014 en 2 jours, 20 heures, 0 minute et 29 secondes
3e étape Lézardrieux (Paimpol)-La Rochelle : Charlie Dalin sur Skipper MACIF 2015 en 2 jours, 17 heures, 2 minutes et 34 secondes
4e étape La Rochelle-La Rochelle : Gildas Morvan sur Cercle Vert en 0 jour, 20 heures, 31 minutes et 56 secondes
Classement général
1. Yoann Richomme  France sur Skipper MACIF 2014 en 9 jours, 19 heures, 45 minutes et 12 secondes
2. Charlie Dalin  France sur Skipper MACIF 2015 à 5 minutes et 0 seconde
3. Nicolas Lunven  France sur Generali à 55 minutes et 2 secondes
4. Erwan Tabarly  France sur Armor-Lux à 1 heure, 23 minutes et 42 secondes
5. Thierry Chabagny  France sur Gedimat à 1 heure, 26 minutes et 19 secondes
6. Alexis Loison  France sur Groupe FIVA à 2 heures, 18 minutes et 44 secondes
7. Corentin Douguet  France sur Sofinther - Un maillot pour la vie à 2 heures, 42 minutes et 13 secondes
8. Vincent Biarnes  France sur Guyot Environnement à 3 heures, 41 minutes et 33 secondes
9. Xavier Macaire  France sur Chemins d'Océans à 3 heures, 43 minutes et 58 secondes
10. Christopher Pratt  France sur Sourire à la Vie à 3 heures, 49 minutes et 32 secondes

### Parcours et palmarès de l'édition 2017
L'édition 2017 part de Bordeaux le 19 juin 2016. L'arrivée de cette 48e édition a lieu à La Rochelle. 43 skippers y prennent part.
Prologue Bordeaux-Bordeaux : Xavier Macaire sur Groupe SNEF en 0 jour, 0 heure, 29 minutes et 39 secondes
1re étape Bordeaux/(Pauillac)-Gijón : Nicolas Lunven sur Generali en 2 jours, 7 heures, 31 minutes et 16 secondes
2e étape Gijón-Concarneau : Adrien Hardy sur Agir Recouvrement en 3 jours, 9 heures, 33 minutes et 46 secondes
3e étape Concarneau-Concarneau : Nicolas Lunven sur Generali en 0 jour, 20 heures, 54 minutes et 55 secondes
4e étape Concarneau-La Rochelle : Charlie Dalin sur Skipper MACIF 2015 en 3 jours, 17 heures, 4 minutes et 56 secondes
Classement général
1. Nicolas Lunven  France sur Generali en 10 jours, 7 heures, 8 minutes et 52 secondes
2. Adrien Hardy  France sur Agir Recouvrement à 34 minutes et 32 secondes
3. Charlie Dalin  France sur Skipper MACIF 2015 à 57 minutes et 1 seconde
4. Sébastien Simon  France sur Bretagne-Crédit mutuel performance à 1 heure, 2 minutes et 55 secondes
5. Gildas Mahé  France sur Action contre la faim à 1 heure, 35 minutes et 59 secondes
6. Yann Eliès  France sur Queguiner-Leucémie espoir à 1 heure, 53 minutes et 12 seconde
7. Justine Mettraux  Suisse sur TeamWork à 2 heures, 25 minutes et 21 secondes
8. Xavier Macaire  France sur Groupe SNEF à 2 heures, 28 minutes et 38 secondes
9. Alexis Loison  France sur Custo Pol à 2 heures, 32 minutes et 3 secondes

### Parcours et palmarès de l'édition 2018
L'édition 2018 part du Havre le 26 août 2018. L'arrivée de cette 49e édition a lieu à Saint-Gilles-Croix-de-Vie. Elle voit pour la première fois 36 skippers s'affronter pour la dernière fois sur le Figaro Bénéteau 2.
1re étape Le Havre-Baie de Saint-Brieuc (Saint-Brieuc) : Anthony Marchand sur Groupe Royer - Secours Populaire en 3 jours, 9 heures, 54 minutes et 28 secondes.
2e étape Baie de Saint-Brieuc (Saint-Brieuc)-Ría de Muros (Noia) : Sébastien Simon sur Bretagne CMB Performance en 2 jours, 14 heures, 05 minutes et 55 secondes.
3e étape Ría de Muros (Noia)-Saint-Gilles-Croix-de-Vie : Anthony Marchand sur Groupe Royer - Secours Populaire - Secours populaire en 3 jours, 15 heures, 57 minutes et 26 secondes.
4e étape Saint-Gilles-Croix-de-Vie-Saint-Gilles-Croix-de-Vie : Sébastien Simon sur Bretagne CMB Performance en 21 heures, 45 minutes et 38 secondes.
Classement général
1. Sébastien Simon  France surBretagne CMB Performance en 10 jours, 14 heures, 12 minutes et 14 secondes
2. Anthony Marchand  France sur Groupe Royer - Secours Populaire à 16 minutes et 9 secondes
3. Charlie Dalin  France sur Skipper MACIF 2015 à 26 minutes et 30 secondes
4. Thierry Chabagny  France sur Gédimat à 35 minutes et 37 secondes
5. Benjamin Dutreux  France sur Sateco - Team Vendée Formation à 58 minutes et 52 secondes
6. Pierre Quiroga  France sur Skipper Espoir CEM CS à 1 heure, 11 minutes et 17 secondes
7. Martin Le Pape  France sur Skipper MACIF 2017 à 1 heure, 14 minutes et 41 secondes
8. Corentin Douguet  France sur NF habitat à 1 heure, 21 minutes et 51 secondes
9. Xavier Macaire  France sur Groupe SNEF à 1 heure, 22 minutes et 15 secondes
10. Thomas Cardrin  France sur Team Vendée Formation à 1 heure, 39 minutes et 52 secondes

### Parcours et palmarès de l'édition 2019
L'édition 2019 part de Nantes le 2 juin 2019. L'arrivée de cette 50e édition a lieu à Dieppe. Elle voit pour la première fois 47 skippers s'affronter sur le nouveau Figaro Bénéteau 3.
1re étape Nantes-Kinsale : Yoann Richomme sur Hellowork-Groupe Télégramme en 4 jours, 3 heures, 35 minutes et 08 secondes.
2e étape Kinsale-Baie de Morlaix (Roscoff) : Adrien Hardy sur Sans nature, pas de Futur ! en 2 jours, 22 heures, 05 minutes et 13 secondes.
3e étape Baie de Morlaix (Roscoff)-Baie de Morlaix (Roscoff) : Anthony Marchand sur Groupe Royer - Secours populaire en 2 jours, 19 heures, 18 minutes et 36 secondes.
4e étape Baie de Morlaix (Roscoff)-Dieppe : Éric Péron sur French Touch en 3 jours, 19 heures, 59 minutes et 49 secondes.
Classement général
1. Yoann Richomme  France sur Hellowork-Groupe Télégramme en 14 jours, 2 heures, 20 minutes et 31 secondes
2. Gildas Mahé  France sur Breizh Cola / Equithé à 1 heure, 13 minutes et 38 secondes
3. Anthony Marchand  France sur Groupe Royer - Secours populaire à 2 heures, 28 minutes et 4 secondes
4. Corentin Douguet  France sur NF Habitat à 2 heures, 31 minutes et 59 secondes
5. Alexis Loison  France sur Région Normandie à 2 heures, 45 minutes et 28 secondes
6. Benjamin Schwartz  France sur Action contre la Faim à 2 heures, 58 minutes et 11 secondes
7. Adrien Hardy  France sur Sans nature, pas de Futur ! à 3 heures, 2 minutes et 37 secondes
8. Éric Péron  France sur French Touch à 3 heures, 49 minutes et 45 secondes
9. Pierre Leboucher  France sur Guyot Environnement à 4 heure, 2 minutes et 54 secondes
10. Armel Le Cléac'h  France sur Banque Populaire à 4 heures, 20 minutes et 15 secondes

Benjamin Schwartz sur Action contre la Faim termine premier bizuth à la 6e place.

### Parcours et palmarès de l'édition 2020
L'édition 2020 part de la Baie de Saint-Brieuc (Saint-Quay-Portrieux) le 30 août 2020. L'arrivée de cette 50e édition a lieu à Saint-Nazaire. Elle voit 35 skippers s'affronter sur Figaro Bénéteau 3.
1re étape Baie de Saint-Brieuc (Saint-Quay-Portrieux)-Baie de Saint-Brieuc (Saint-Quay-Portrieux) : Xavier Macaire sur Groupe SNEF en 3 jours, 17 heures, 17 minutes et 55 secondes.
2e étape Baie de Saint-Brieuc (Saint-Quay-Portrieux)-Dunkerque : Armel Le Cléac'h sur Banque Populaire en 2 jours, 5 heures, 20 minutes et 34 secondes.
3e étape Dunkerque-Loire-Atlantique (Saint-Nazaire) : Frédéric Duthil sur Technique Voile - Cabinet Bourhis Générali en 4 jours,1 heure, 45 minutes et 43 secondes.
4e étape Loire-Atlantique (Saint-Nazaire)-Loire-Atlantique (Saint-Nazaire) : annulée à cause du manque de vents associé à de forts courants d'une marée de coefficient 113.
À la suite de l'annulation de la 4e étape à cause des conditions de vents trop faibles, le classement général est arrêté à l'issue de la 3e étape.
Classement général
1. Armel Le Cléac'h  France sur Banque Populaire en 10 jours, 1 heure, 26 minutes et 46 secondes
2. Frédéric Duthil  France sur Technique Voile-Cabinet Bourhis Generali à 10 minutes et 43 secondes
3. Tom Laperche  France sur Bretagne CMB Espoir à 1 heure, 1 minute et 7 secondes
4. Adrien Hardy  France sur Ocean Attitude à 1 heure, 12 minutes et 46 secondes
5. Tom Dolan  Irlande sur Smurfit Kappa à 1 heure, 29 minutes et 48 secondes
6. Fabien Delahaye  France sur Laboratoires Gilbert à 1 heure, 31 minutes et 17 secondes
7. Pierre Leboucher  France sur Guyot Environnement à 1 heure, 47 minutes et 46 secondes
8. Yann Eliès  France sur Queguiner Matériaux-Leucémie Espoir à 2 heures, 3 minutes et 8 secondes
9. Pierre Quiroga  France sur Skipper Macif 2019 à 2 heures, 4 minutes et 8 secondes
10. Alan Roberts  Royaume-Uni sur Seacats Services à 2 heures, 11 minutes et 10 secondes

### Parcours et palmarès de l'édition 2021
L'édition 2021 se déroule du 22 août au 16 septembre 2021, avec quatre étapes au départ de Saint-Nazaire, Lorient, Fécamp et la Baie de Morlaix, cumulant environ 2 500 milles. Elle voit 34 skippers de 7 nationalités s'affronter sur Figaro Bénéteau 3, parmi eux 12 bizuths et 5 femmes.
1re étape, du 22 au 26 août : Saint-Nazaire-Lorient via les proximités de Royan et La Corogne, soit 689 milles : Xavier Macaire sur Groupe SNEF en 3 jours, 14 heures, 30 minutes et 21 secondes.
2e étape, le 29 août : Lorient-Fécamp par le Plateau de Rochebonne et le Raz de sein, soit 490 milles : Pierre Quiroga sur Skipper Macif 2019 en 2 jours, 18 heures, 43 minutes et 45 secondes.
3e étape, le 5 septembre : Fécamp-Baie de Morlaix (Roscoff) par l’île de Wight et Saint-Govan, soit 624 milles : Pierre Quiroga sur Skipper Macif 2019 en 3 jours, 23 heures, 59 minutes et 54 secondes.
4e étape, le 12 septembre : Baie de Morlaix (Roscoff)-Saint-Nazaire par les îles Scilly et le Phare du Fastnet, soit 685 milles : Pierre Leboucher sur GUYOT environnement – Ruban Rose en 4 jours, 5 heures, 13 minutes et 22 secondes.
Classement général
1. Pierre Quiroga  France sur Skipper Macif 2019 en 14 jours, 16 heure, 24 minutes et 45 secondes
2. Xavier Macaire  France sur Groupe SNEF à 48 minutes et 22 secondes
3. Tom Laperche  France sur Bretagne - CMB Performance à 2 heures, 33 minutes et 37 secondes
4. Alexis Loison  France sur Région Normandie à 3 heures, 33 minutes et 8 secondes
5. Fabien Delahaye  France sur Groupe Gilbert à 3 heures, 33 minutes et 58 secondes
6. Gildas Mahé  France sur Breizh Cola à 3 heures, 36 minutes et 42 secondes
7. Gaston Morvan  France sur Bretagne - CMB Espoir à 4 heures, 19 minutes et 5 secondes
8. Corentin Horeau  France sur Mutuelle Bleue pour l'Institut Curie à 4 heures, 34 minutes et 29 secondes
9. Martin Le Pape  France sur Gardons la vue à 4 heures, 39 minutes et 25 secondes
10. Erwan Le Draoulec  France sur Skipper Macif 2020 à 4 heures, 57 minutes et 9 secondes

Gaston Morvan sur Bretagne - CMB Espoir termine premier bizuth à la 7e place.

### Parcours et palmarès de l'édition 2022
La 53e édition a pour ville départ Nantes et l'arrivée finale est jugée à Saint-Nazaire, du 16 août au 11 septembre, en trois étapes cumulant environ 2 000 milles. 34 navigateurs de 8 nationalités sont inscrits, dont 5 femmes et 9 bizuths.
1re étape, du 21 au 25 août : Nantes-Port-la-Forêt via les Îles Scilly et l’île de Skokholm (Pays de Galles), soit 644 milles : Davy Beaudart sur Nauty'Mor en 3 jours, 18 heures, 26 minutes et 00 seconde.
2e étape, 28 août au  1er septembre : Port-la-Forêt-Royan par le phare d'Eddystone et les Îles Anglo-Normandes, soit 635 milles : Guillaume Pirouelle sur Région Normandie en 3 jours, 17 heures, 28 minutes et 26 seconde.
3e étape, du 4 au 8 septembre : Royan-Saint-Nazaire via La Corogne (Espagne), soit 700 milles : Tom Laperche, sur Région Bretagne - CMB Performance, 3 jours 6 heures 54 minutes et 48 secondes.
Classement général
1. Tom Laperche  France sur Région Bretagne - CMB Performance en 10 jours, 20 heures, 20 minutes et 22 secondes
2. Guillaume Pirouelle  France sur Region Normandie à 1 heure 5 minutes et 54 secondes
3. Achille Nebout  France sur Amarris - Primeo Energie à 1 heure 39 minutes 57 secondes
4. Erwan Le Draoulec  France sur MACIF 2020 à 2 heures 59 minutes 22 secondes
5. Gaston Morvan  France sur Region Bretagne - CMB Espoir à 3 heures 12 secondes
6. Nils Palmieri  Suisse sur TeamWork à 3 heures 6 minutes 50 secondes
7. Tom Dolan  Irlande sur Smurfit Kappa - Kingspan à 3 heures 36 minutes et 45 secondes
8. Élodie Bonafous  France sur Queguiner La Vie en Rose à 3 heures 49 minutes et 46 secondes
9. Arthur Hubert  France sur MonAtoutEnergie.fr  à 4 heures 4 minutes 10 secondes
10. Violette Dorange  France sur Devenir à 4 heures 29 minutes et 9 secondes.

Guillaume Pirouelle sur Region Normandie termine premier bizuth à la 2e place et Nils Palmieri  Suisse sur TeamWork, premier étranger.

### Parcours et palmarès de l'édition 2023
La 54e édition a pour ville départ Caen et l'arrivée finale est jugée à Piriac-sur-Mer, du 27 août au 13 septembre, en trois étapes cumulant environ 1 850 milles. 32 navigateurs de 6 nationalités sont inscrits, dont 5 femmes et 10 bizuths.
1re étape, du 27 au 31 août : Caen-Kinsale via l'Île de Wight (Angleterre) puis l’Île-de-Bréhat et le Fastnet Rock (Irlande), soit 610 milles : Tom Dolan sur Smurfit Kappa-Kingspan en 3 jours, 19 heures, 16 minutes et 46 secondes.
2e étape, du 3 au 7 septembre : Kinsale-Baie de Morlaix (Roscoff) via l'Île de Man, soit 570 milles : Basile Bourgnon sur Edenred en 4 jours, 4 heures, 19 minutes et 44 secondes.
3e étape, du 10 au 14 septembre : Baie de Morlaix (Roscoff)-Piriac-sur-Mer via une bouée au large du lac d'Hourtin, soit 470 milles : Jules Delpech sur ORCOM en 3 jours, 12 heures, 39 minutes et 59 secondes.
Classement général
1. Corentin Horeau  France sur Banque Populaire en 11 j 12 h 59 min 10 s
2. Basile Bourgnon  France sur Edenred à 10 min 52 s
3. Loïs Berrehar  France sur Skipper Macif 2022 à 27 min 11 s
4. Gaston Morvan  France sur Région Bretagne - CMB Performance à 3 h 22 min 21 s
5. Benoit Mariette  France sur Generation Senioriales à 3 h 45 min 39 s

Victor Le Pape sur Région Bretagne CMB Espoir termine premier bizuth à la 9e place et Tom Dolan  Irlande sur Smurfit Kappa-Kingspan 16e est le premier étranger.

### Parcours et palmarès de l'édition 2024
La 55e édition a pour ville départ Rouen et l'arrivée finale est jugée à La Turballe, du 17 août au 15 septembre, en trois étapes cumulant environ 1 800 milles. 37 navigateurs de 5 nationalités sont inscrits, dont 8 femmes et 15 bizuths.
1re étape, départ le 25 août : Rouen-Gijón (Espagne) via le Wolf Rock (Angleterre), environ 600 milles : Loïs Berrehar sur Skipper Macif 2022 en 3 jours, 21 heures, 58 minutes et 21 secondes.
2e étape, départ le 1 septembre : Gijón-Royan via les Îles Sisargas (Espagne), environ 515 milles : Tom Dolan sur Smurfit Kappa-Kingspan en 2 jours, 23 heures, 44 minutes et 20 secondes.
3e étape, départ le 8 septembre : Royan-La Turballe via le Skerries Bank et Shambles (Angleterre), environ 710 milles : Loïs Berrehar sur Skipper Macif 2022 en 3 jours, 14 heures, 7 minutes et 24 secondes.
Classement général
1. Tom Dolan  Irlande sur Smurfit Kappa-Kingspan en 10 j 12 h 59 min 23 s
2. Loïs Berrehar  France sur Skipper Macif 2022 à 25 min 38 s
3. Gaston Morvan  France sur Région Bretagne - CMB Performance à 35 min 15 s
4. Hugo Dhallenne  France sur GYCSL - Primatice - SLB Pharma à 58 min 48 s
5. Charlotte Yven  France sur Skipper Macif 2023 à 1 h 2 min 32 s

Arno Biston sur Tizh Mor termine premier bizuth à la 11e place.

### Parcours et palmarès de l'édition 2025
La 56e édition a pour ville départ Rouen et l'arrivée finale est jugée à Saint-Vaast-La-Hougue, du 30 août au 27 septembre, en trois étapes cumulant environ 1 800 milles.
1re étape, départ le 7 septembre : Rouen-Baie de Morlaix (Roscoff) via le Fastnet (Irlande), environ 673 milles :
2e étape, départ le 14 septembre : Baie de Morlaix (Roscoff)-Vigo (Espagne), environ 565 milles :
3e étape, départ le 21 septembre : Vigo-Saint-Vaast-La-Hougue, environ 612 milles :